# Kautu-Tiefseeberg
Der Kautu-Tiefseeberg (englisch Kautu Seamount) ist ein Tiefseeberg im westlichen Pazifik auf dem Tiefseerücken der Gilbertinseln etwa 30 km nordöstlich des Tabiteuea-Atolls. In gleicher Linie mit nordwestlich-südöstlicher Ausrichtung wie der Kautu-Tiefseeberg liegen die Tiefseeberge Mauga Povi Hill und Iroji. Im Nordosten liegt das Atoll Beru und genau im Norden der Palutu-Tiefseeberg
Sein Gipfel liegt in einer Tiefe von 2995 m.